# Armageddon. A Poem in Twelve Books

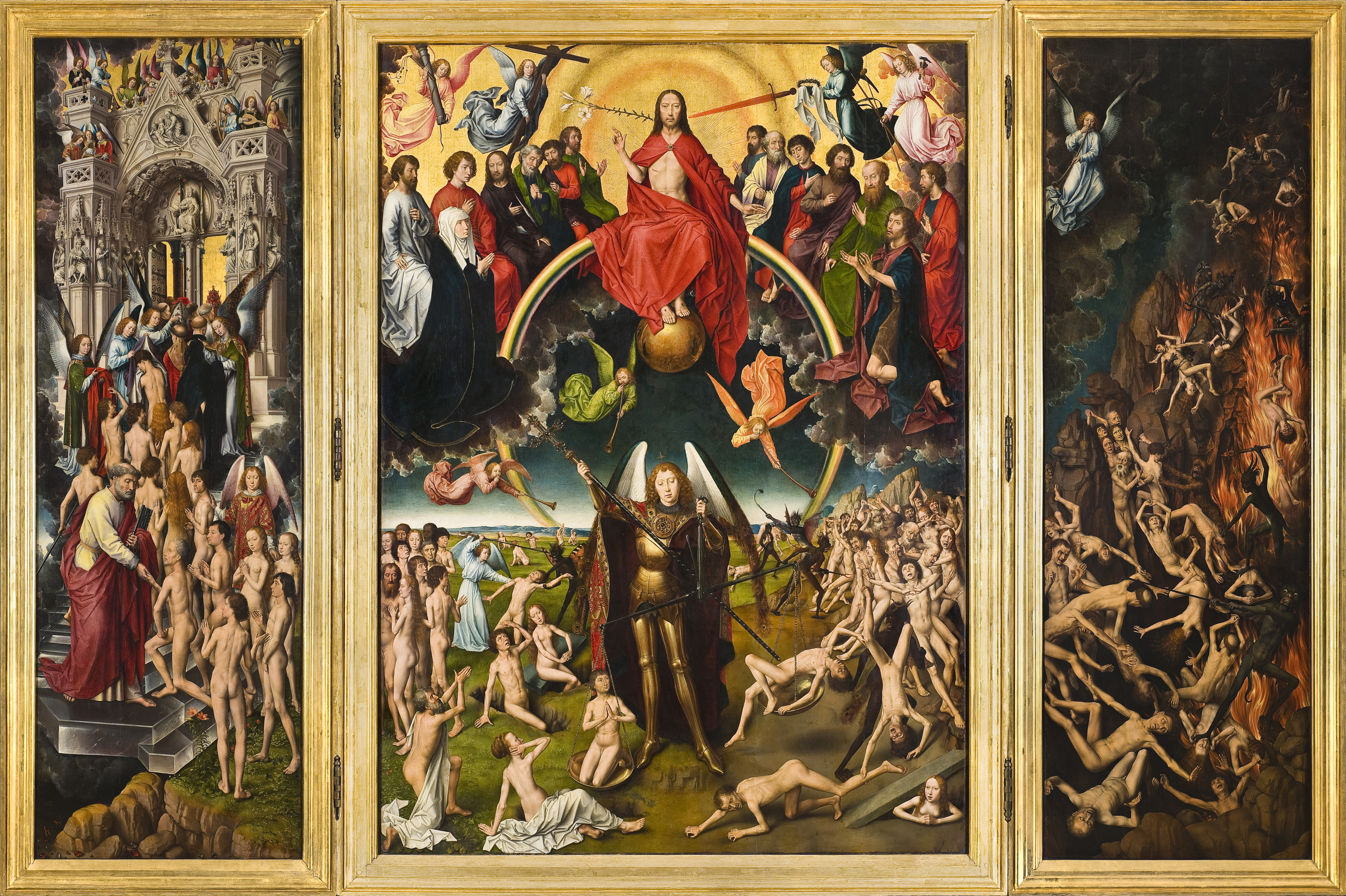
Hans Memling, Sąd ostateczny, Gdańsk

Armageddon. A Poem in Twelve Books – epos George’a Townsenda (1788-1857), opublikowany w 1815. Utwór przedstawia wizję końca świata. Jest napisany wierszem białym (blank verse), czyli nierymowanym pentametrem jambicznym, to znaczy sylabotonicznym dziesięciozgłoskowcem z akcentami ustabilizowanymi na parzystych sylabach wersu. Ten rodzaj wiersza był powszechnie wykorzystywany w największej epice angielskiej, a na wzór Johna Miltona stosowany w szczególności w poematach religijnych. 

Ere Time intruded on the silent reign
Of vast Eternity; or yonder stars,
That roll their splendours thro' th' immense of space,
Were called to being by th' Almighty voice!
In primal majesty of light enthroned,
The Godhead ruled; and thou, at his right hand,
Spirit of Wisdom, Prophecy, and Truth!
Coeval reign'dst, and bad'st Creation live
Exulting in its beauties, till the hour
That Desolation whelm its burning orbs
In fatal ruin: Oh! inspire my song,
To sing that day, the Judgment of Mankind,
And all surrounding worlds among the wilds
Of Armageddon's Plains, where God shall meet
Th' assembled myriads, and pronounce their doom!

Poemat został zadedykowany księciu Devonshire. W obszernym liście dedykacyjnym poeta wyłożył swój zamiar artystyczny: In the Poem of Armageddon, which I have now the honor to lay before your Grace, my great object has been, to represent the God of Nature, as the God of Christianity; to unite his mysterious dispensations with regard to Man, with his government of the Universe; to reconcile his Justice and his Love; to show the reasonableness of Christianity, and the necessity of obedience to the divine law. I submit to your Grace, not a system of Divinity, but the speculations of Fancy within the regions of Truth, delighting itself with the elevating contemplations connected with our future existence. 
Armageddon jest dziełem nieukończonym. Poeta napisał osiem z zaplanowanych dwunastu ksiąg i zamieścił tylko argumenty (streszczenia) czterech następnych. Poemat został zauważony w The New Monthly Magazine. Anonimowy recenzent stwierdził jednak, że dzieło jest przyciężkie i mało interesujące zarówno dla wierzących chrześcijan, jak i miłośników poezji.